# کیازویل (ویرجینیای غربی)
کیازویل (به انگلیسی: Kiahsville) یک منطقهٔ مسکونی در ایالات متحده آمریکا است که در شهرستان وین، ویرجینیای غربی واقع شده‌است. کیازویل ۳۱۴ نفر جمعیت دارد و ۲۱۵٫۸ متر بالاتر از سطح دریا واقع شده‌است.